# Kiyoshi Oshikawa
Kiyoshi Oshikawa (押川 清, Oshikawa Kiyoshi) (1er janvier 1881 - 18 mars 1944) est un joueur de baseball japonais, dirigeant et fondateur de la première équipe de baseball professionnelle japonaise.

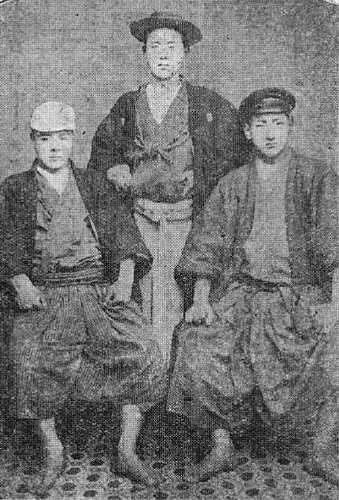
Oshikawa (à droite) au collège (Mitsuyo Maeda se trouve à gauche).

Il est l'un des neuf membres du premier groupe intronisé au Temple de la renommée du baseball du Japon en 1959.

## Biographie
Oshikawa est né à Matsuyama, (bien que d'autres sources parlent de Sendai), et grandit à Sendai, où son père, Oshikawa Masayoshi, est missionnaire chrétien. Il étudie à l'université Waseda de Tokyo puis s'engage dans l'armée impériale japonaise pendant un an.

### Carrière dans le baseball
Oshikawa est un joueur vedette de baseball à l'université Waseba et un étudiant du professeur Abe Isō, surnommé le « père du baseball japonais ». Après la remise des diplômes, il joue pour le club Tomon, composé d'anciens élèves du club de baseball de Waseda. Il participe à une tournée aux États-Unis en 1905 sous la direction d'Abe, ce qui est la première tournée aux États-Unis par une équipe japonaise. Ce voyage a une forte influence sur Oshikawa. En raison du coût, ils ne visitent que les villes des ligues mineures de la côte ouest et il est impressionné par le fait que les « joueurs de baseball professionnels s'affrontent chaque jour pour affiner leurs compétences ». Il adopte le concept de franchises, revendiquant une ville comme base avec le droit exclusif de jouer dans cette ville, dans un stade construit pour l'équipe. Il déclare qu'« une équipe de baseball doit avoir un stade » et est un défenseur du baseball qu'il défend publiquement alors que ce sport est à l'époque considéré comme nuisible.
En 1920, Oshikawa, avec deux anciens camarades de classe de Waseda, fonde la première équipe de baseball professionnelle au Japon, la Nihon Athletic Association (NAA, 日本運動協会). En 1921, il y a quatre équipes. La première équipe d'Oshikawa est composée d'anciens joueurs de Waseda avec de bonnes références académiques et d'excellentes personnalités, des joueurs modèles. Ses objectifs sont le développement du baseball au Japon, de dissiper les attitudes négatives envers ce sport, et de s'assurer, grâce à la compétition sportive, « que l'esprit de coopération et d'unité, d'équité et d'esprit joyeux requis par l'époque actuelle soit implanté dans le cœur humain ». Son concept de baseball est cohérent avec l'esprit bushidō alors existant au Japon, et il aide à définir et à populariser le baseball comme un bushidō. La NAA tente d'améliorer les compétences physiques sur la base du concept bushidō d'autodiscipline. La formation du club est soutenue par les investissements des membres, avec un minimum de 500 yens et un maximum de 7 500 yens. Elle est constituée en tant qu'« organisation par actions » avec des associés commanditaires et généraux (dont Oshikawa) avec un capital de 90 000 yens. Le salaire des joueurs est basé sur l'éducation, la personnalité et la capacité sportive. L'argent doit être mis de côté pour la retraite des joueurs. L'aspect commercial n'est pas dans son idéologie bushidō, et cela empêche le parrainage commercial.
La première priorité de la NAA est de construire un stade, en utilisant le modèle de baseball professionnel américain qu'il a découvert en 1905. Il construit et gère un stade pour l'équipe à Shibaura, un quartier de Tokyo. Il est situé à quatre kilomètres du palais impérial, au centre de la ville, et on s'attend à ce qu'il y ait une fréquentation considérable. Ce projet est cependant avorté à la suite du séisme du Kantō de 1923. Le stade ne subit que des dommages mineurs, mais le 1er septembre 1923, il est réquisitionné par le commandement de la région du Kantō et le Bureau des affaires sociales de la ville de Tokyo pour être convertit en dépôt d'approvisionnement en nourriture et en équipement afin de faire face aux destructions du tremblement de terre, et aucun match de baseball ne peut plus y être joué. Sans revenu de billets et sans soutien commercial, la détresse financière conduit à la dissolution de la NAA en 1924,. L'équipe déménage alors à Takarazuka près d'Osaka où elle se réorganise sous le nom de Takarazuka Undo Kyokai. En 1929, elle cesse ses activités en raison de problèmes financiers. C'est tout le baseball professionnel au Japon qui cesse pendant les années de dépression de 1929 à 1934, puis qui est relancé par le magnat des médias Matsutarō Shōriki à la fin de 1934 avec une équipe All-star (en). Plus tard, Oshikawa fonde deux autres équipes de baseball, la Nagoya Army, ancêtre des Chunichi Dragons; puis les Korakuen Eagles (en) en 1937. Il construit un stade pour eux et devient le président de l'équipe.

## Vie privée
Le père d'Oshikawa est l'évangéliste Oshikawa Masayoshi, qui a inspiré la série Hanekomo de la NHK. Son frère, Shunrō Oshikawa, est un écrivain pionnier de science-fiction. Les frères sont coéquipiers dans l'équipe de baseball de Waseda et tous deux ont participé à la tournée américaine de 1905. Plusieurs années après la mort de Shunrō, Kiyoshi édite une collection en quatre volumes de ses œuvres. Oshikawa est dans le même dortoir au collège de Waseda que Mitsuyo Maeda, l'un des premiers artistes de MMA de l'ère moderne et a étudié avec lui à l'institut de judo Kōdōkan. Il meurt d'un cancer de l'œsophage à l'âge de 63 ans.